# Lycée Saint-Louis-de-Gonzague
Franklin
Ne doit pas être confondu avec Institution Saint-Louis-de-Gonzague.
Pour les articles homonymes, voir Saint-Louis-de-Gonzague et Franklin.
Le lycée Saint-Louis-de-Gonzague (parfois abrégé en SLG) est un établissement d'enseignement privé catholique sous contrat d'association avec l'État, communément appelé « Franklin » en référence à la rue où il est situé, dans le 16e arrondissement de Paris. Fondé en 1894, il est placé sous la tutelle des Jésuites et assure un enseignement allant de la maternelle aux classes préparatoires. Réputé pour son excellence académique, il est régulièrement classé comme meilleur lycée de France pour ses résultats au baccalauréat.

## Localisation
L'établissement, implanté dans le 16e arrondissement de Paris, est réparti sur deux sites, distants d'environ 500 mètres :
- le site du « petit collège » (école primaire), dont l'entrée se trouve au 15, rue Louis-David[1] ;
- le site du « grand collège » (collège, lycée et classes préparatoires), d'une surface de 16 000 m2, dont l'entrée principale est située au 12, rue Benjamin-Franklin[2],[3].

Le lycée est desservi par la ligne 6 du métro de Paris aux stations Passy et Trocadéro, ainsi que par la ligne 9 à la même station Trocadéro.
Sa localisation géographique et son excellence académique font que le lycée est essentiellement fréquenté par des enfants de familles « bourgeoises et aristocratiques de l'Ouest parisien » ,. La sociologie de Saint-Louis-de-Gonzague a été notamment étudiée par le sociologue Jean-Pierre Faguer. L'établissement est également mentionné par Michel Pinçon et Monique Pinçon-Charlot dans leur travail sur la bourgeoisie et la reproduction des élites.

## Histoire

### Dénomination
|                                                                                |  |  |
| Les armes de la Maison de Gonzague, reprises sur le blason de l'établissement. |  |  |

L'établissement doit son nom à Louis de Gonzague (1568-1591), étudiant jésuite italien mort au service des pestiférés à l'âge de vingt-trois ans. Reconnu saint par l'Église en 1726, il est le saint patron de la jeunesse catholique et des personnes atteintes du sida.
L'établissement reprend sur son blason les armes de la famille de Gonzague.
Au-delà de son appellation officielle, l'établissement est connu sous le nom de « Franklin » en raison de sa localisation rue Franklin (devenue la rue Benjamin-Franklin en 1988),.

### Chronologie

#### XIXesiècle

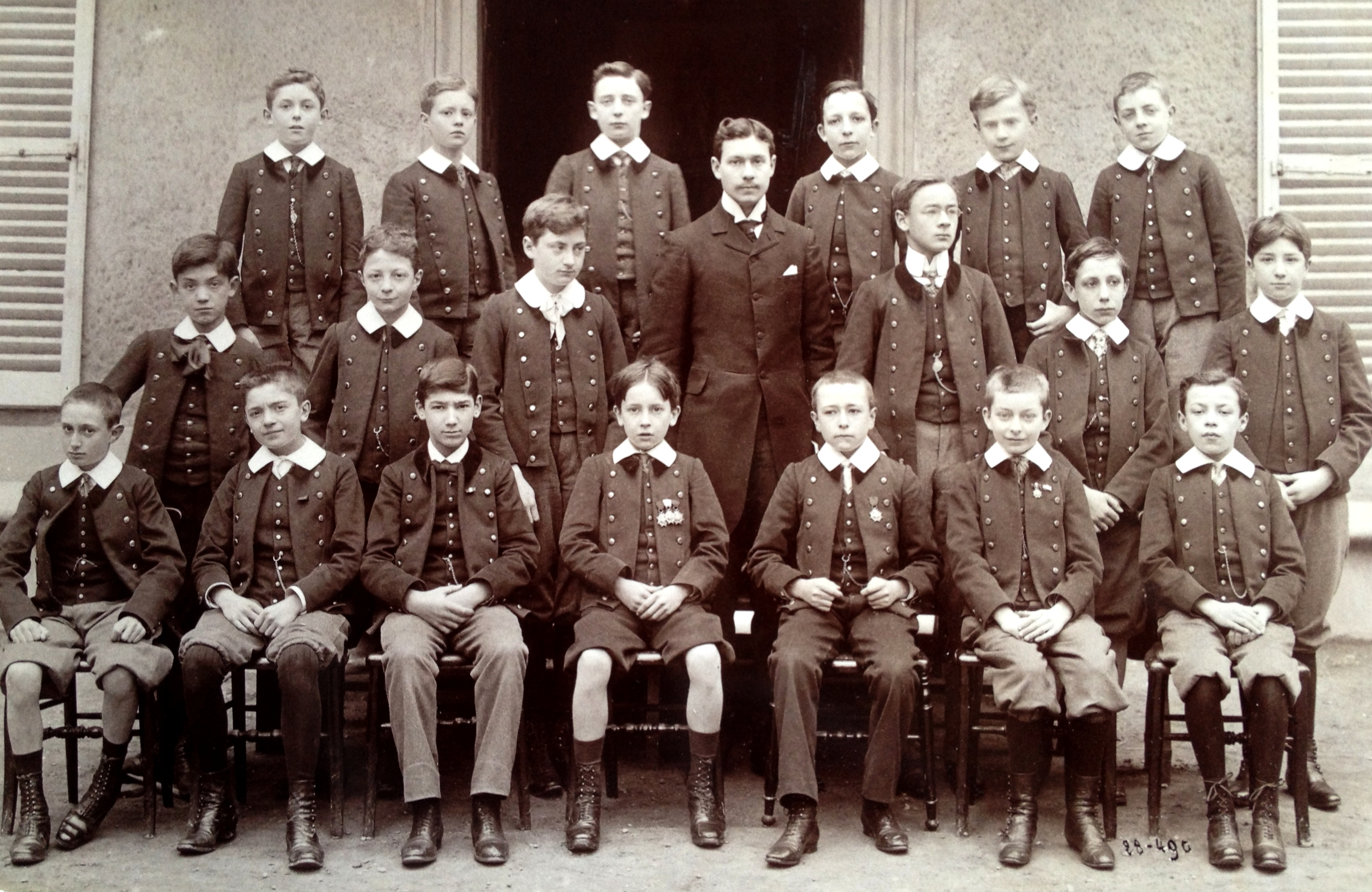
Une classe des débuts du collège, vers 1900.

Le lycée Saint-Louis-de-Gonzague est fondé par les jésuites en 1894 sous le nom de « Petit Externat du Trocadéro ». Il s'installe au no 10 de la rue Franklin, dans des locaux jusqu'alors occupés par l'école Saint-Charles-d'Iéna, établissement rattaché au collège des Chartreux de Lyon. Trois collèges jésuites déjà implantés à Paris s'associent pour cette acquisition. Le nouvel établissement doit « servir d'avant-poste au collège Saint-Ignace de la rue de Madrid » en accueillant des enfants de la dixième à la sixième,.
Le Petit Externat est inauguré le 28 septembre 1894, alors que l'Ouest parisien s'urbanise peu à peu. Il est initialement dirigé par le père Barbier, recteur du collège de la rue de Madrid. À la rentrée 1895, le collège compte 75 élèves ; en trois ans, les effectifs passent à 220 élèves.
Dernier ouvert des établissements jésuites de la capitale, il reste le seul après la fermeture des collèges des rues de Madrid et de Vaugirard. Il s'agrandit progressivement grâce à des opérations immobilières menées dans le voisinage immédiat et à l'ouverture de classes de niveaux supérieurs.
L'établissement a alors pour voisin Georges Clemenceau, qui habite au no 8 de la rue Franklin à partir de 1896, et dont l'appartement deviendra le musée Clemenceau après sa mort.

#### XXesiècle

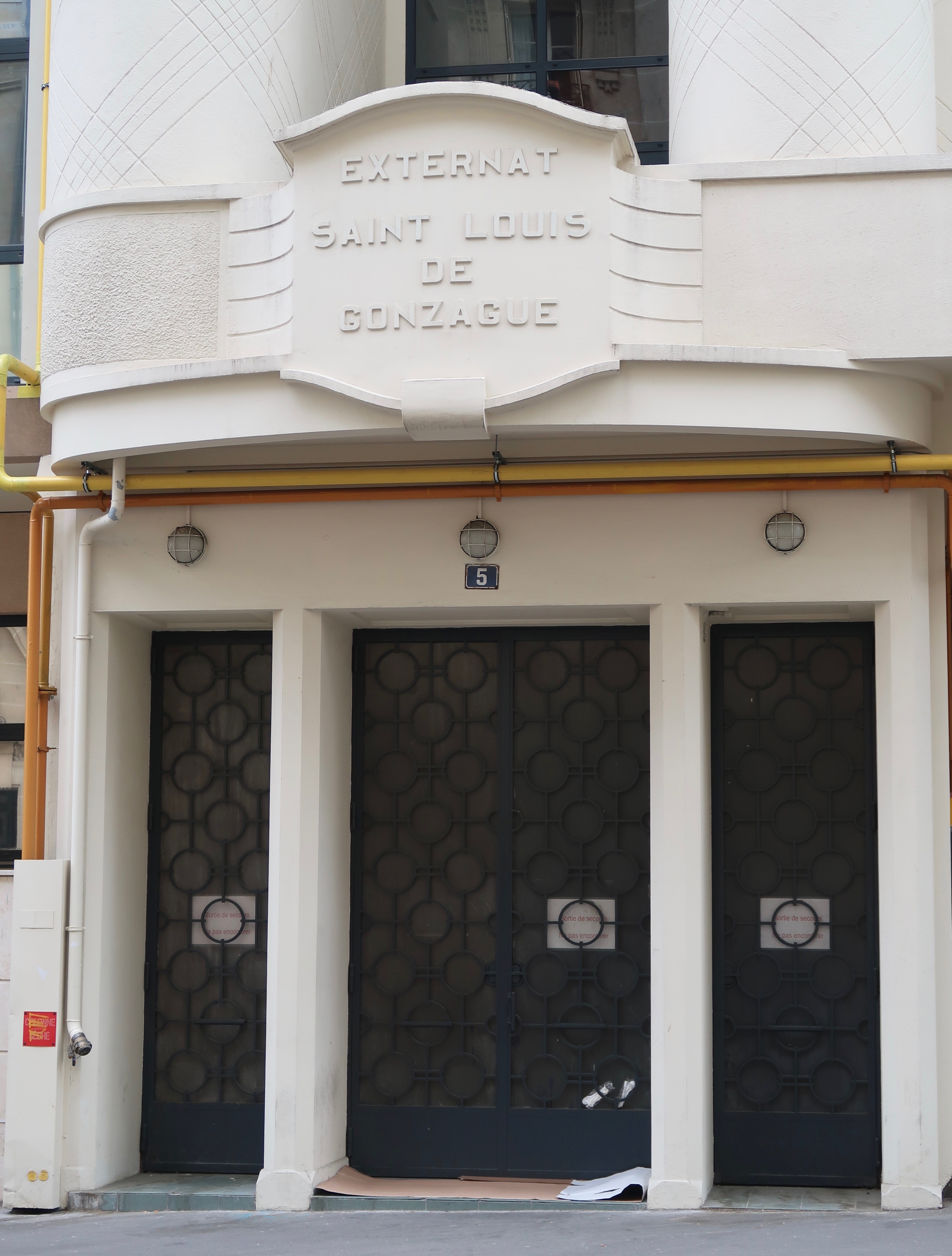
Une entrée latérale du lycée surmontée de l'inscription « Externat Saint Louis de Gonzague ».

Bien qu'affecté par les politiques d'expulsion des congrégations religieuses au début du XXe siècle, Franklin poursuit son développement et ouvre tout de même des classes sans autorisation. En 1920, l'établissement compte 885 élèves. La même année, une association amicale regroupant les anciens élèves est créée.
En 1923, Franklin subit la menace d'une mise en vente consécutive aux différents procès perdus depuis les lois anticléricales. Sous l'autorité du nouveau recteur, le père de La Chapelle, les bâtiments sont rachetés par la Société immobilière de Passy, détenue par les jésuites.
À l'initiative de son directeur, le père François Berlier de Vauplane, l'établissement est reconstruit entre 1933 et 1935 par l'architecte Henri Viollet. Au sein de ce nouvel ensemble de style Art déco, se trouve notamment une chapelle de 1 300 places réalisée en béton armé, dont le chœur est décoré d'une fresque représentant les principaux épisodes de la vie de saint Louis de Gonzague. Œuvre d'Henri de Maistre, directeur des Ateliers d'art sacré, cette fresque est inscrite en 1993 à l'inventaire supplémentaire des monuments historiques. En 1935, à l'inauguration de la chapelle, huit plaques de marbre sont apposées en mémoire des anciens élèves morts pour la France lors de la Première Guerre mondiale ; sont également gravés les noms d'anciens élèves du collège jésuite de la rue de Madrid, entre-temps fermé.
Pendant la Seconde Guerre mondiale, le père Arlot puis le père Datin assurent la gestion de l'établissement. Durant cette période, les effectifs sont fluctuants, les cours sont assurés dans les caves de la rue Franklin ou de la rue Le Tasse, et un internat est ouvert au château de Baville. En 1942, le père Datin acquiert une propriété rue Louis-David pour y ouvrir le « petit collège » (école primaire, équivalent d’un « petit lycée »). À la fin de la guerre, en 1945, Franklin compte 1 100 élèves.
Après-guerre, Franklin se laïcise progressivement, avec une diminution du nombre de religieux dans l'équipe éducative : alors qu'en 1956 on compte 24 pères pour 66 professeurs laïcs, il n'y a plus que 9 pères pour 86 professeurs en 1978. En 1969, un laïc est pour la première fois nommé préfet du collège.
L'établissement se féminise aussi peu à peu. En 1968, une femme, Mlle de Follin, est nommée directrice du petit collège. En 1980, Franklin s'ouvre à la mixité pour les élèves. En 1990, Françoise Bouissou devient la première femme à diriger l'établissement. Les promotions du lycée deviennent mixtes à partir de 1992.
Les classes préparatoires ECE voient le jour sous la direction du père Célier en 1986, et dans les années 1990, de nombreux travaux sont effectués au petit et grand collèges pour répondre à un accroissement des effectifs.

#### XXIesiècle
Depuis 2012, sous la direction de Laurent Poupart, de nouveaux travaux sont menés pour rénover et agrandir l'établissement. En particulier, un nouveau bâtiment de 1 600 m2 est construit pour les classes préparatoires  et ouvre en septembre 2016. L'ancien bâtiment, rénové, accueille à partir de septembre 2017 le centre Laennec, institution jésuite indépendante du lycée et ses étudiants en médecine, jusqu'alors situé rue d'Assas. Ce rapprochement vise à créer « un pôle éducatif et pédagogique jésuite » à Paris.
En 2021, sont engagés des travaux de rénovation de la chapelle confiés aux architectes Jean-Marie Duthilleul et Benoît Ferré ainsi qu'à l'artiste Patrick Rimoux, et partiellement financés par la Fondation du patrimoine,. La chapelle rénovée est le cadre d'une messe de dédicace de son nouvel autel, rassemblant huit cents personnes le 22 mars 2022.

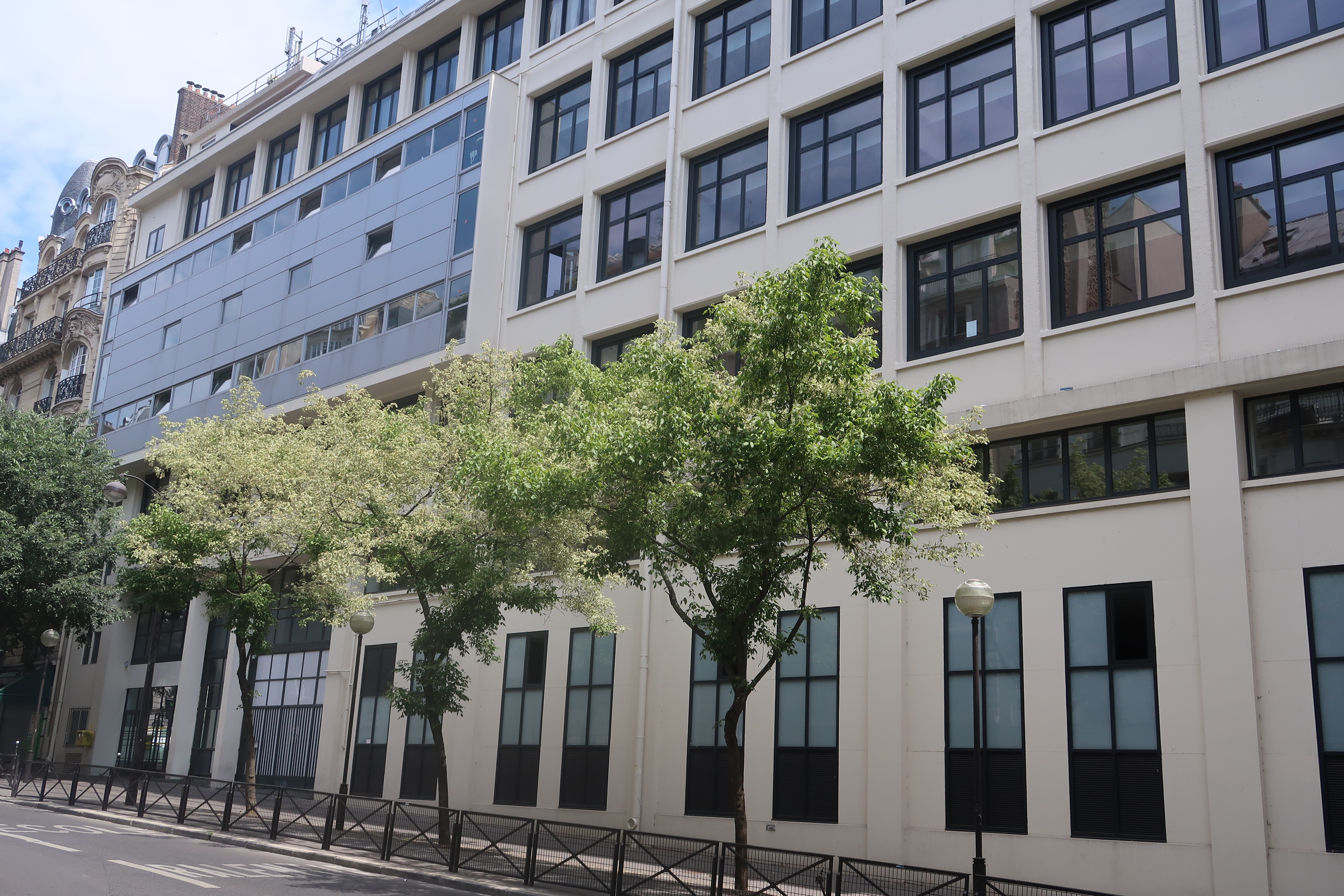
Le bâtiment « Madrid », situé rue Benjamin-Franklin, accueille les élèves du collège.
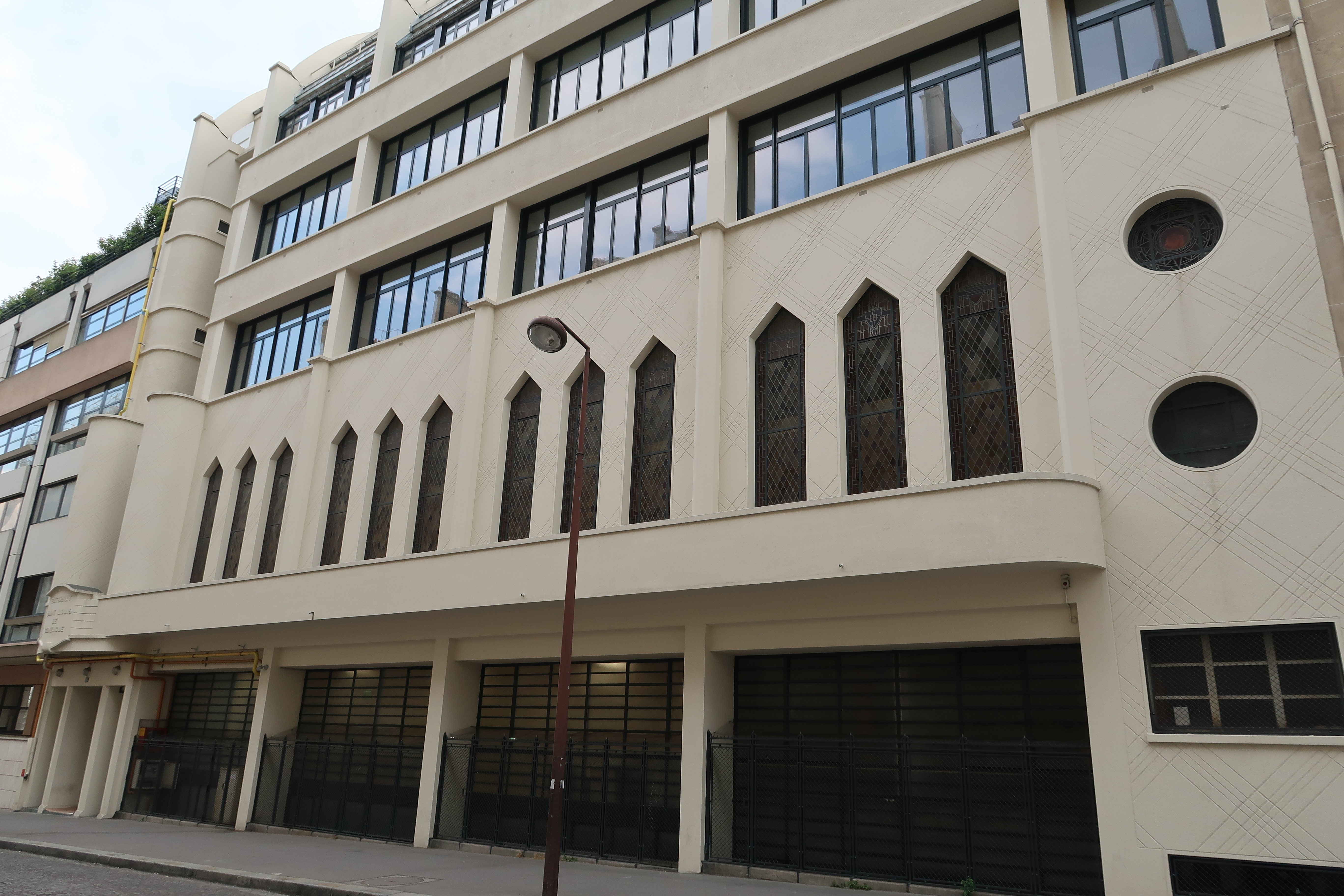
Le bâtiment « Vauplane », situé avenue de Camoëns, est perpendiculaire au bâtiment « Madrid » et accueille les élèves du lycée. Au premier étage, on distingue les vitraux de la chapelle.
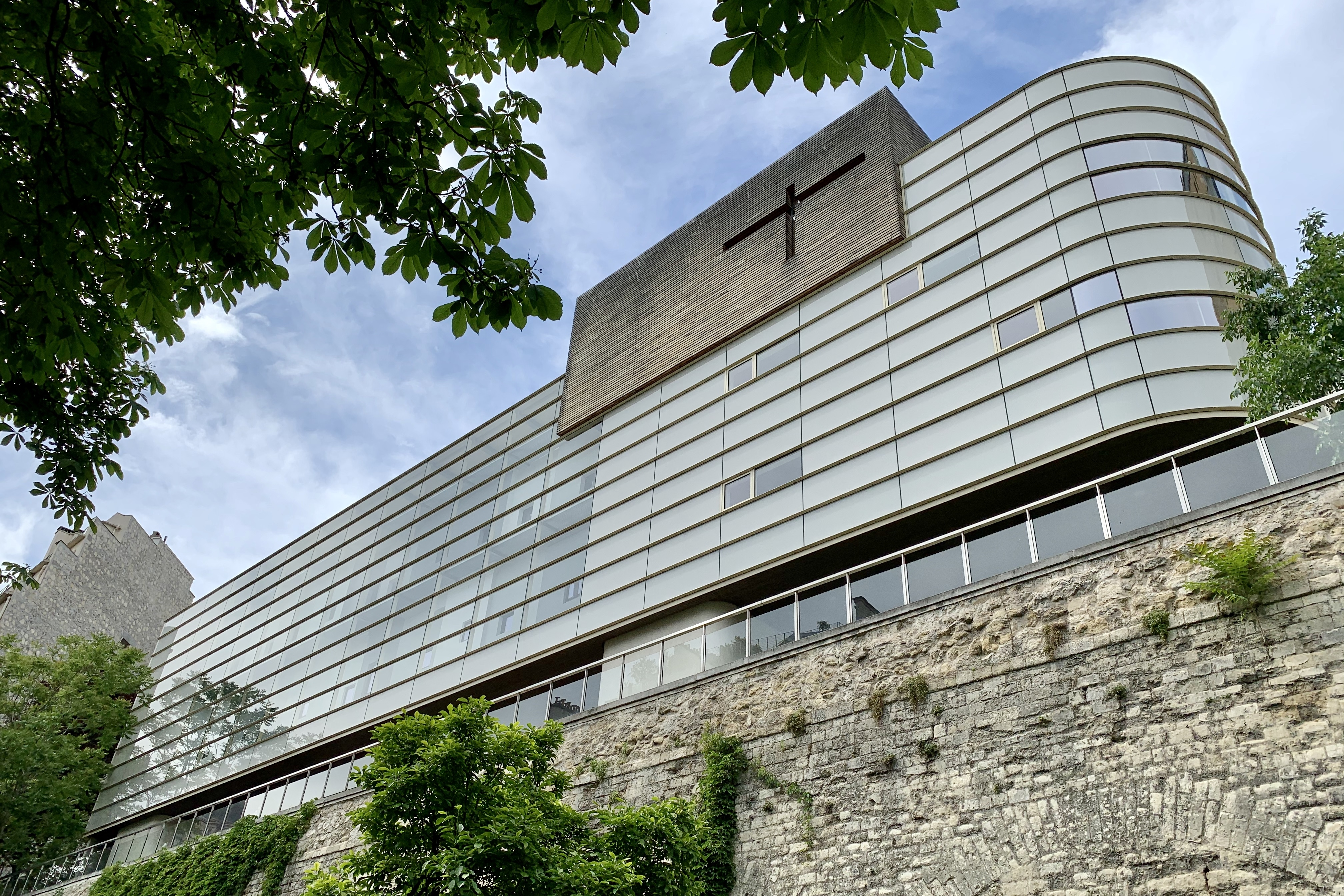
Le nouveau bâtiment « Loyola » pour les classes préparatoires (ici vu depuis le boulevard Delessert) est inauguré en 2016.

### Curiosités

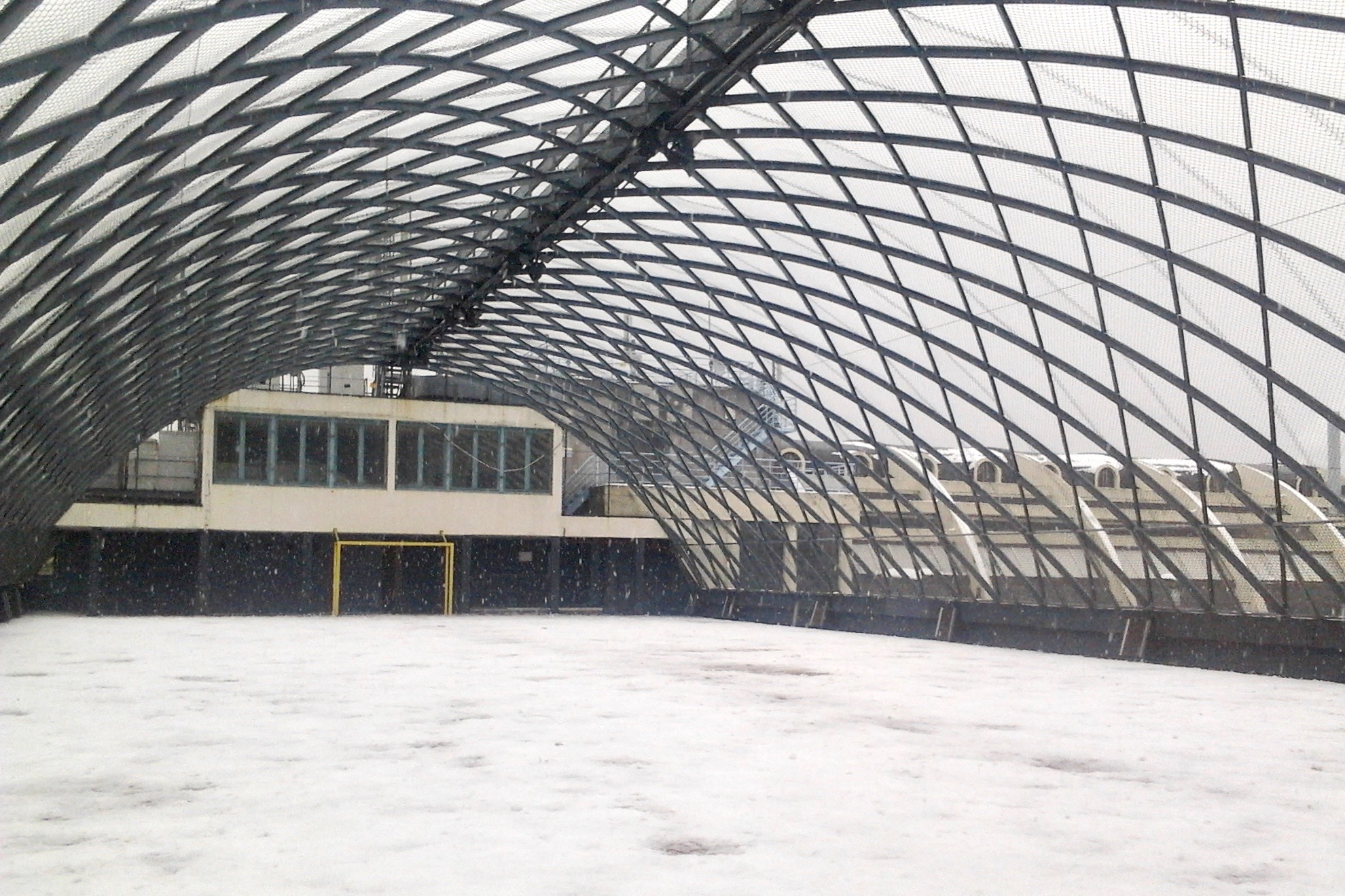
L'une des cours de récréation des collégiens (ici en hiver), située sur le toit du bâtiment « Madrid ».

Les bâtiments du grand collège sont construits sur d'anciennes carrières en piliers maçonnés, les carrières de Chaillot, autrefois utilisées comme champignonnières.
L'une des cours de récréation du grand collège est située sur les toits, offrant une vue directe sur la tour Eiffel. Elle sert aussi de terrain de sport.
En 1960, le général de Gaulle demande personnellement à adhérer à l'association des anciens élèves de Franklin, sans pourtant jamais avoir été élève de l'établissement. En effet, la fermeture du collège jésuite de la rue de Vaugirard, où Charles de Gaulle a été élève de 1901 à 1906, a conduit à la fusion de l'association des anciens élèves avec celle de Franklin.

## Organisation

### Statut
Saint-Louis-de-Gonzague est un établissement d'enseignement privé sous contrat d'association avec l'État. Son fonctionnement est assuré par l'Association Saint Louis de Gonzague (ASLG), composée d'enseignants, de pères jésuites et de parents d'élèves. Une association distincte, l'Association immobilière de Passy (AIP), est propriétaire des locaux. Ces deux entités sont contrôlées par la Compagnie de Jésus au travers de l'association Ignace de Loyola Éducation, qui coordonne la gestion des établissements jésuites en France.
La direction générale de l'établissement est assurée par Jérôme Wideman depuis 2024 et anciennement par Laurent Poupart (2011-2024).

### Effectifs

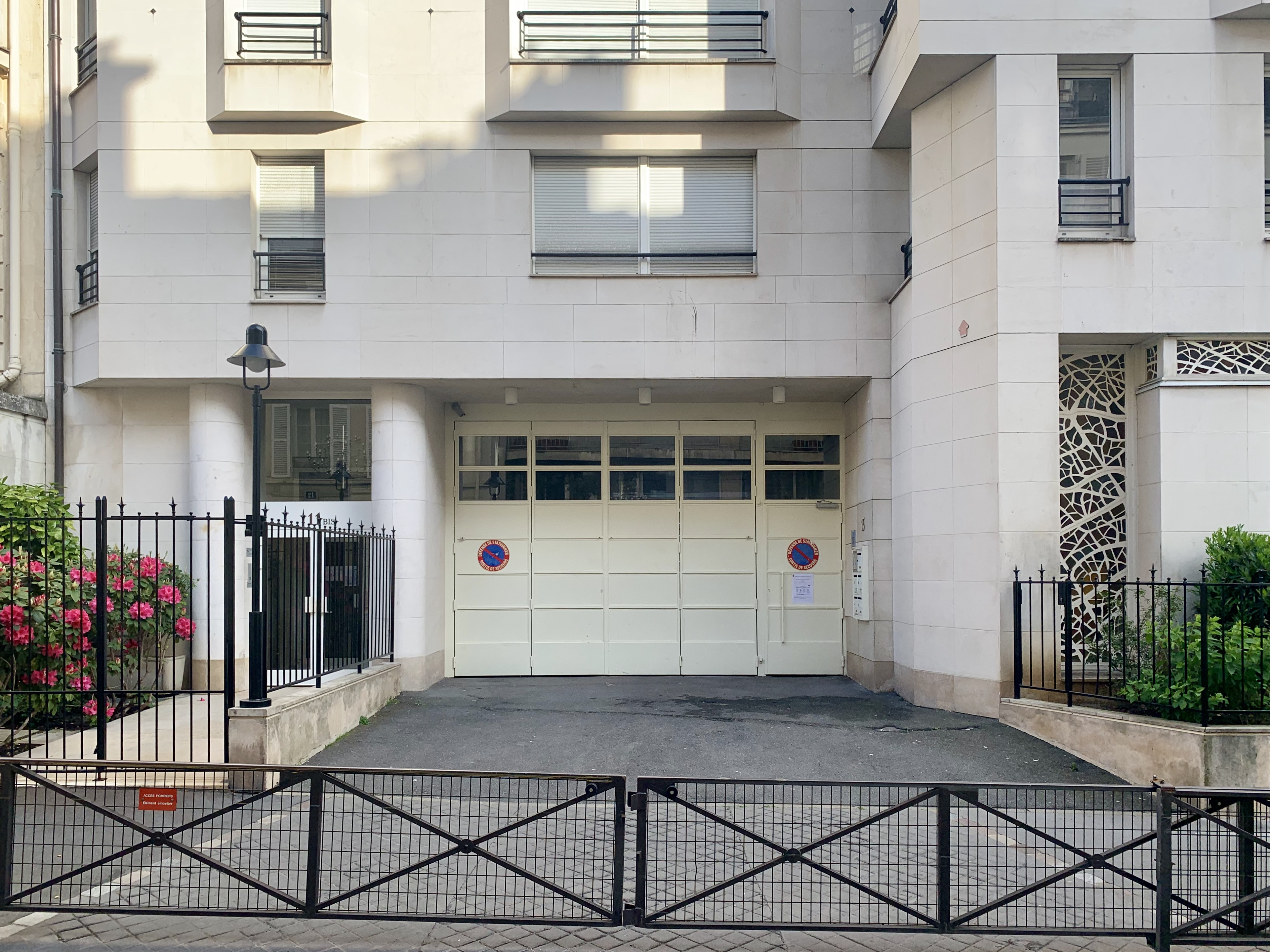
L'entrée du « petit collège », située au no 15 de la rue Louis-David.

En 2017, Franklin compte 1 980 élèves et environ 150 professeurs, tous niveaux confondus,. Les classes, qui vont de la petite section de maternelle aux classes préparatoires, sont désignées par leurs appellations historiques à partir de la grande section : douzième, onzième, dixième, etc. jusqu'à première et terminale.
Le primaire, appelé « petit collège » ou « petit Franklin », compte quatre classes de maternelle (dont deux de douzième) et quinze classes d'élémentaire (trois par niveau). Par ailleurs, depuis 2013, une classe de maternelle adaptée aux troubles envahissants du développement, dite « classe Soleil », scolarise six enfants autistes âgés de 3 à 6 ans, avec un accompagnateur par enfant,,. Financée par la fondation Jes-Franklin, la fondation Perce-Neige et des familles, elle est issue d'un partenariat avec l'hôpital Robert-Debré. Le petit collège a son propre directeur, actuellement Françoise Llanos.
Le collège compte 24 classes (six par niveau) pour environ 700 élèves. Chaque niveau est dirigé par un préfet des études, équivalent d'un conseiller principal d'éducation.
Le lycée compte quinze classes (cinq par niveau) pour environ 500 élèves. Le préfet des études des classes de seconde est le même que celui des classes de troisième. En première et en terminale, la direction se fait par filière : un préfet pour la filière scientifique (S), un autre pour la filière économique et sociale (ES).
Les classes préparatoires économiques et commerciales (ECE) sont au nombre de deux par niveau, pour environ 160 élèves.

### Pédagogie
La pédagogie de l'établissement repose sur le Magis, nom latin qui désigne la recherche de l'excellence dans la tradition ignacienne. Cela se traduit par de fortes exigences académiques, mais aussi par une forte incitation au développement personnel et au service envers les autres. Cette pédagogie est résumée dans la devise de l'école : « Des hommes et des femmes avec et pour les autres ».
Sur le plan académique, l'accent est notamment mis sur l'apprentissage des langues vivantes. Dans ce cadre, Franklin propose des échanges internationaux au travers de 22 jumelages avec des établissements étrangers.
Sur le plan périscolaire, l'établissement dispose d'un chœur (la maîtrise Saint-Louis-de-Gonzague, anciennement appelée Petits Chanteurs de Chaillot) qui vise à former des « amateurs de haut niveau »[source insuffisante] ; l'ensemble a donné des concerts en France, en Europe et aux États-Unis. Franklin possède également plusieurs équipes sportives évoluant en compétitions régionales : rugby à XV, basket-ball, tennis de table, badminton,,,.
En classe de première, les élèves doivent participer à un projet d'action sociale (« PAS ») auprès d'associations partenaires, où ils s'investissent dans le soutien scolaire, l'alphabétisation de réfugiés ou l'aide aux personnes handicapées.

## Résultats académiques
Dès le début du XXe siècle, le lycée Saint-Louis-de-Gonzague est remarqué pour son excellence académique. Au début du XXIe siècle, il figure régulièrement parmi les meilleurs établissements de France pour ses résultats aux examens et concours.

### Brevet des collèges
Le collège obtient parmi les meilleurs résultats de France à l'examen du diplôme national du brevet. En 2015, 99 % des élèves obtiennent une mention, permettant ainsi à Saint-Louis-de-Gonzague de se classer 1er du département de Paris au palmarès des collèges. En 2018, 86 % des élèves obtiennent une mention « très bien » au brevet, avec un taux de mentions global identique à 2015.

### Concours général
| Année              | 2006 | 2007 | 2008 | 2009 | 2010 | 2011 | 2012 | 2013 | 2014 | 2015 | 2016 | 2017 | 2018 |
| ------------------ | ---- | ---- | ---- | ---- | ---- | ---- | ---- | ---- | ---- | ---- | ---- | ---- | ---- |
| Nombre de lauréats | 1    | 2    | 3    | 2    | 4    | 4    | 6    | 1    | 2    | 2    | 9    | 10   | 11   |

### Baccalauréat
En 1909, le journal catholique L'Univers, qui consacre un encart « Succès scolaires » à l'établissement, note que le pourcentage des élèves de Franklin admis au baccalauréat « dépasse du double la moyenne [nationale] ».
Depuis 2006, le lycée obtient toujours plus de 95 % de mentions à cet examen. Le Figaro attribue ces résultats à la « forte tradition d’exigence » de l'établissement.
En 2016, le lycée Saint-Louis-de-Gonzague enregistre un taux record de mentions « très bien » au baccalauréat : 91,9 % pour la filière S et 89,2 % pour la filière ES, soit une moyenne de 90,7 %, avec un taux global de mentions de 100 %. Ces résultats en font le meilleur lycée de France au baccalauréat.
En 2017, Franklin est, avec Stanislas, le seul lycée de France à obtenir 100 % de mentions au baccalauréat. L'établissement obtient également 80 % de mentions « très bien », ce qui en fait le meilleur lycée de France selon ce critère, en filière S (88 %) comme ES (67 %).
En 2018, il est le seul lycée de France à obtenir 100 % de mentions au baccalauréat. Il est par ailleurs classé premier lycée de France en proportion de mentions « très bien » (83 %) et figure en première place (ex æquo) du classement des meilleurs lycées de France établi par L'Express,.
En 2022, le palmarès des lycées de L’Express classe Franklin meilleur lycée de France à égalité avec le lycée franco-allemand de Buc.
| Année                                 | Nombre de candidats | Reçus | Mention | Mention TB |
| ------------------------------------- | ------------------- | ----- | ------- | ---------- |
| 2006                                  | 166                 | 99 %  | 95 %    | 23 %       |
| 2007                                  | 157                 | 100 % | 97 %    | 36 %       |
| 2008                                  | 151                 | 100 % | 97 %    | 24 %       |
| 2009                                  | 157                 | 100 % | 98 %    | 27 %       |
| 2010                                  | 157                 | 100 % | 99 %    | 31 %       |
| 2011                                  | 157                 | 100 % | 100 %   | 45 %       |
| 2012                                  | 148                 | 100 % | 100 %   | 64 %       |
| 2013                                  | 146                 | 100 % | 100 %   | 76 %       |
| 2014                                  | 148                 | 100 % | 99 %    | 67 %       |
| 2015                                  | 161                 | 100 % | 100 %   | 63 %       |
| 2016                                  | 151                 | 100 % | 100 %   | 91 %       |
| 2017                                  | 154                 | 100 % | 100 %   | 80 %       |
| 2018                                  | 155                 | 100 % | 100 %   | 83 %       |
| 2019                                  | 147                 | 100 % | 100 %   | 79 %       |
| Chiffres publiés par l'établissement, |                     |       |         |            |

### Concours ECE
En 2015, Franklin est la CPGE ayant envoyé le plus d'élèves à HEC Paris, en valeur absolue, depuis 2010, pour la filière ECE du concours d'entrée en première année.
En 2020, L'Étudiant classe Saint-Louis-de-Gonzague 5e sur 103 pour le taux d'élèves de filière ECE ayant intégré le « top 3 » (HEC Paris, ESSEC, ESCP). La même année, pour la seule intégration d'HEC Paris, Le Figaro place Franklin en 3e position après Daniélou et IPESUP, précisant qu'à eux trois, ces établissements « ont fourni à la grande école parisienne 41 % de ses nouveaux effectifs passés par la voie ECE ».
| Filière                                                                                         | Élèves admis dans le « top 3 » | Taux d'admission | Taux moyen sur 5 ans | Classement national |
| ----------------------------------------------------------------------------------------------- | ------------------------------ | ---------------- | -------------------- | ------------------- |
| ECE                                                                                             | 43 / 75 élèves                 | 57 %             | 56 %                 | 5e sur 103          |
| Dans son classement, L'Étudiant retient comme écoles du « top 3 » HEC Paris, l'ESSEC et l'ESCP. |                                |                  |                      |                     |

## Personnalités
Ci-dessous, une liste non exhaustive de personnalités liées à l'établissement.

### Professeurs

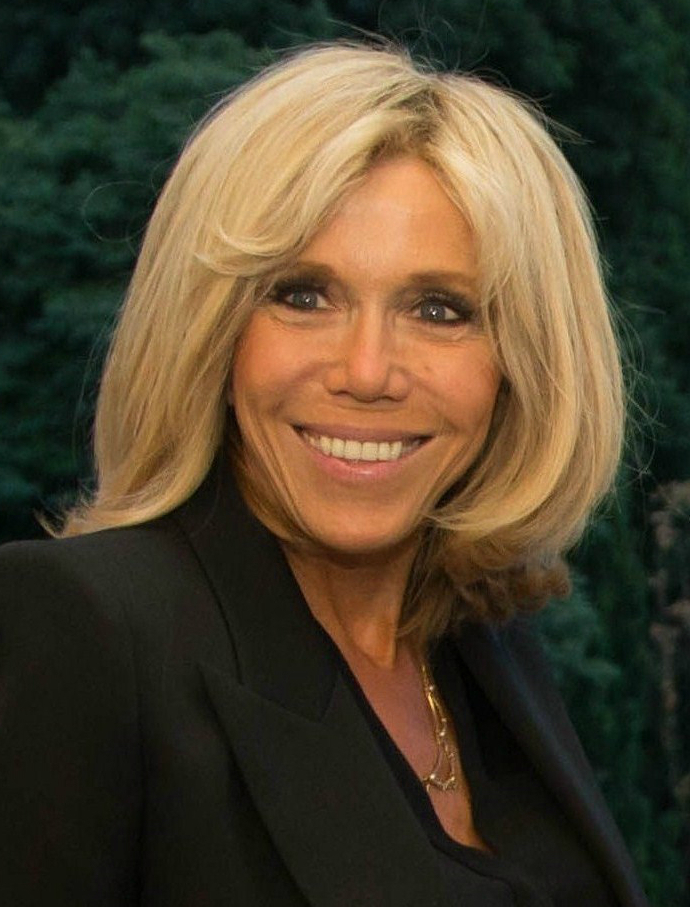
Brigitte Macron, enseignante au lycée de 2007 à 2015.

- François Berlier de Vauplane (1883-1939), prêtre jésuite, recteur de l'établissement de 1930 à 1937
- Alain Maucorps (1912-1990), prêtre jésuite, préfet du lycée de 1945 à 1957
- André Baudry (1922-2018), professeur de philosophie au lycée, fondateur de la revue Arcadie
- Brigitte Macron (née en 1953), professeur de français et de latin au lycée de 2007 à 2015, épouse d'Emmanuel Macron.

### Élèves

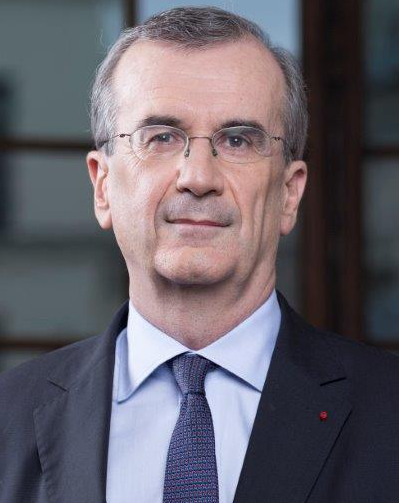
François Villeroy de Galhau, gouverneur de la Banque de France, élève de la promotion 1976.

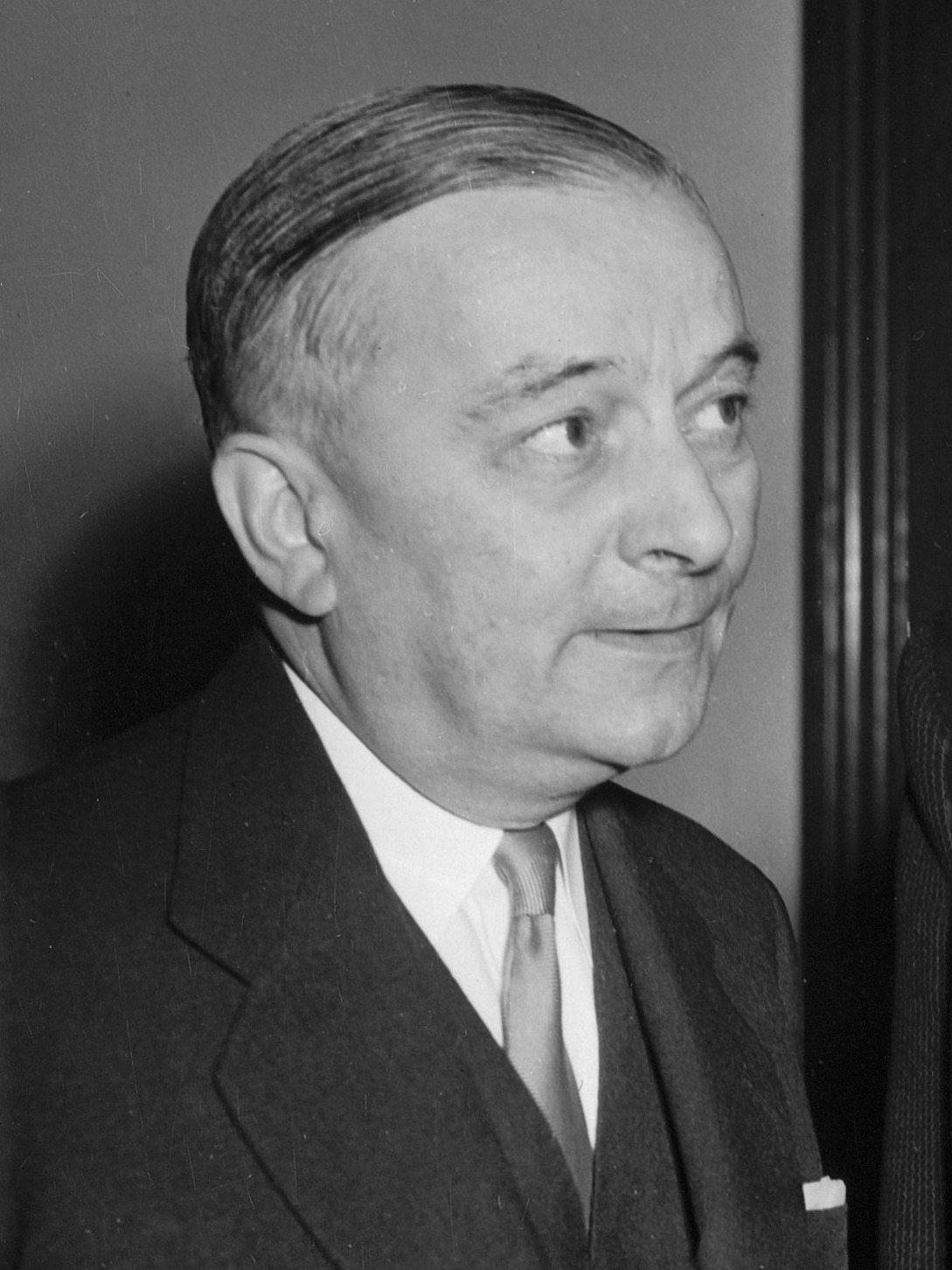
Georges Bidault, président du Gouvernement provisoire de la République française, élève de la promotion 1916.

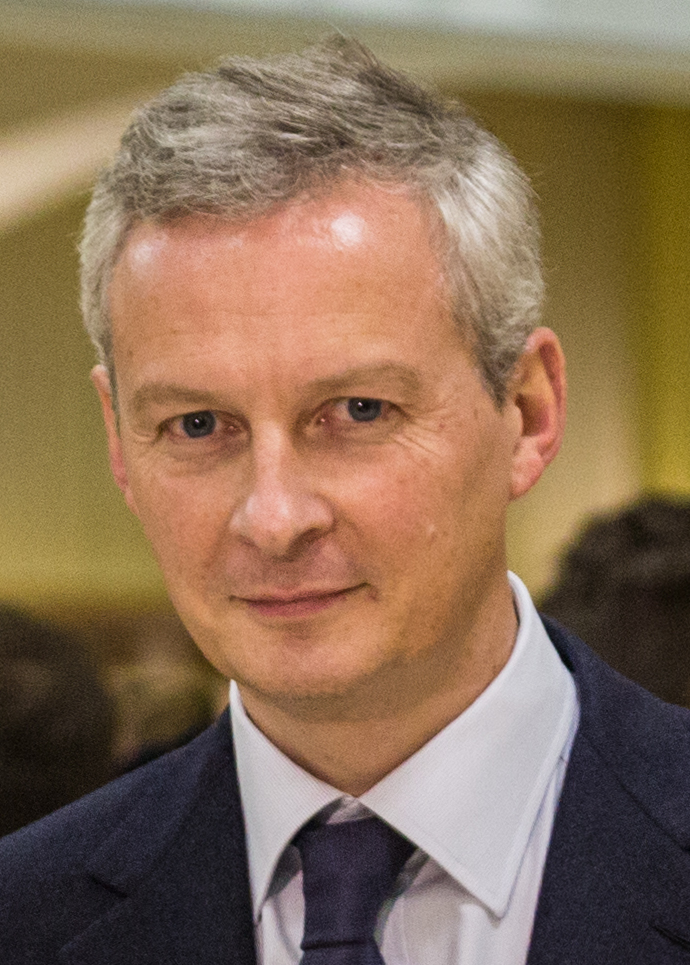
Bruno Le Maire, ministre de l'Économie et des Finances, élève de la promotion 1986.

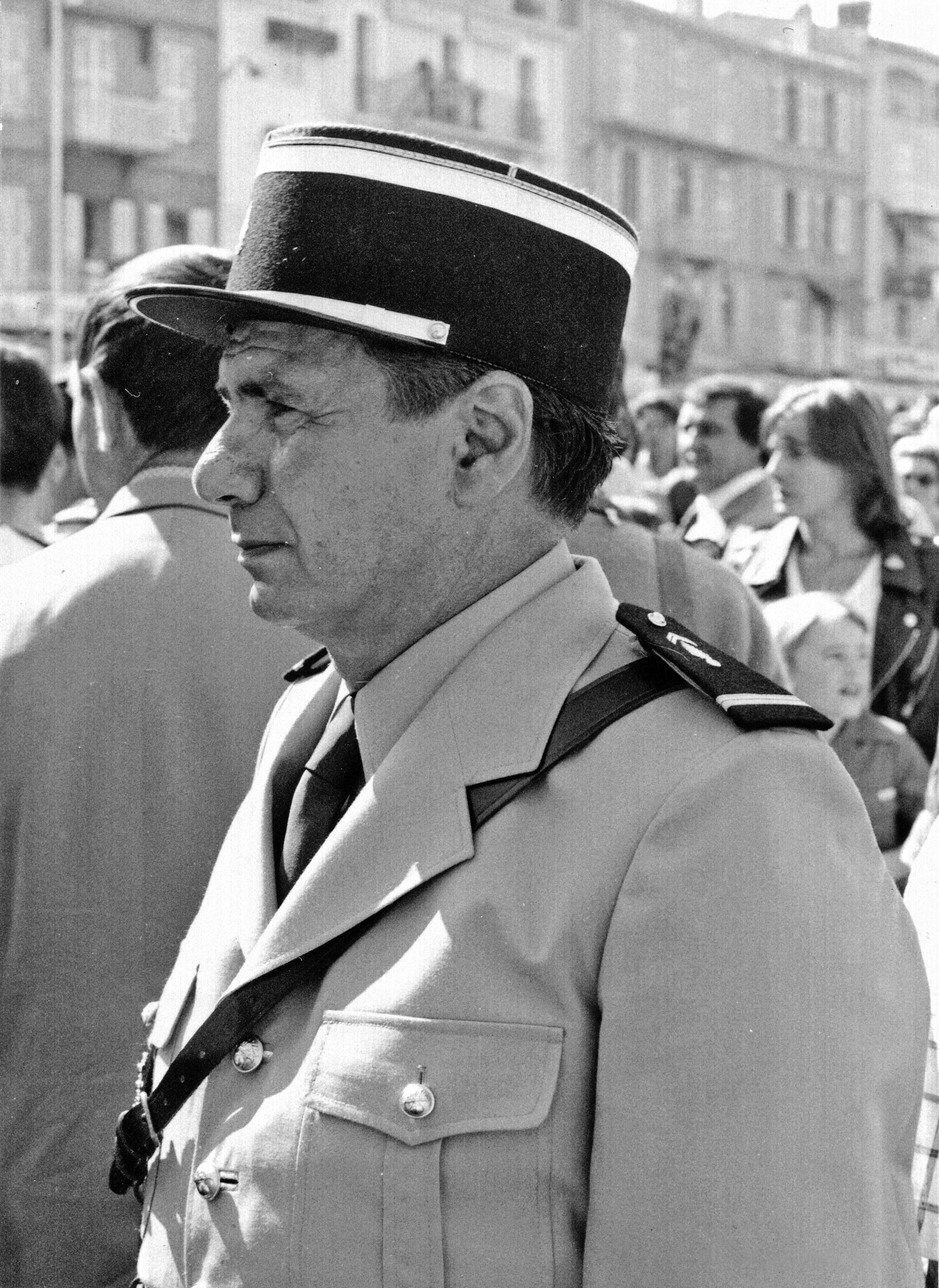
Michel Galabru, comédien, élève de la promotion 1941.

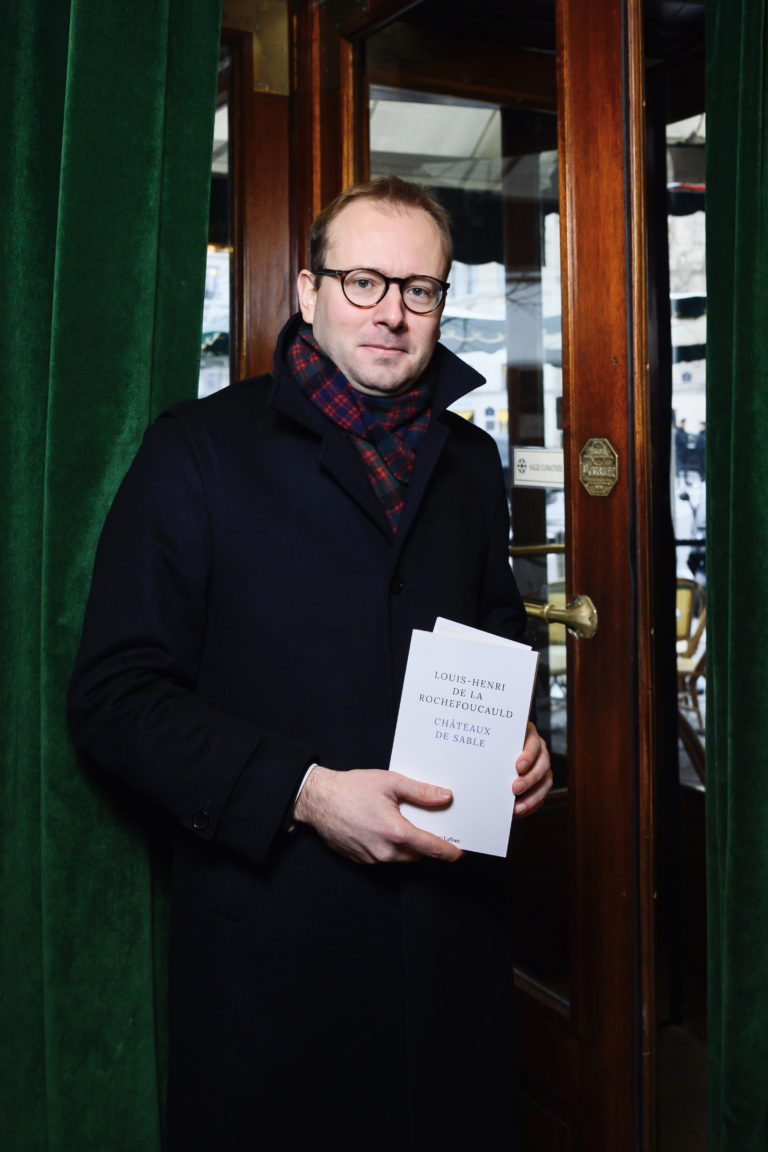
Louis-Henri de La Rochefoucauld, écrivain, élève de la promotion 2003.

#### Personnalités du monde des affaires
- Xavier Fontanet (né en 1948), PDG d'Essilor – promotion 1966
- Baudouin Prot (né en 1951), PDG de BNP Paribas – promotion 1969
- Laurent Grégoire (né en 1955), ingénieur et président d’associations - promotion 1973
- François Villeroy de Galhau (né en 1959), gouverneur de la Banque de France, directeur général des Impôts, PDG de Cetelem – promotion 1976
- Jacques-Antoine Granjon (né en 1962), fondateur et PDG de vente-privee.com – promotion 1980
- Imad Lahoud (né en 1967), homme d'affaires libanais devenu professeur de mathématiques, impliqué dans l'affaire Clearstream 2
- Charles-Édouard Bouée (né en 1969), PDG de Roland Berger – promotion 1986
- Augustin Paluel-Marmont (né en 1976), cofondateur de Michel et Augustin – promotion 1994
- Michel de Rovira (né en 1976), cofondateur de Michel et Augustin – promotion 1994
- Bruno Ledoux (né en 1964), homme d'affaires, producteur de cinéma et collectionneur[64]

#### Personnalités politiques et hauts fonctionnaires
- Georges Bidault (1889-1983), président du Gouvernement provisoire de la République française, président du Conseil, ministre des Affaires étrangères, député, résistant, compagnon de la Libération – promotion 1916
- Seán MacBride (1904-1988), homme politique irlandais, fondateur d'Amnesty International, prix Nobel de la paix
- François Durand de Grossouvre (1918-1994), résistant, haut fonctionnaire, conseiller du président François Mitterrand – promotion 1935
- Michel Poniatowski (1922-2002), ministre de l’Intérieur, ministre de la Santé, député européen, sénateur, député, prince de la maison Poniatowski – promotion 1940
- Luc Chatel (né en 1964), ministre de l'Éducation nationale, député – promotion 1982
- Bruno Le Maire (né en 1969), ministre de l'Économie et des Finances, ministre de l'Agriculture, secrétaire d'État, député – promotion 1986
- Jean Messiha (né en 1970), haut-fonctionnaire et homme politique
- Guillaume Kasbarian (né en 1987), ministre de la Fonction publique, ministre délégué chargé du Logement, député

#### Médecin
- Paul Milliez (1912-1994), professeur de médecine, résistant — promotion 1930

#### Artistes
- Michel Galabru (1922-2016), comédien – promotion 1941
- Antoine de Margerie (1941-2005), peintre – promotion 1959
- Régis Wargnier (né en 1948), réalisateur de cinéma – promotion 1965
- Christophe Loizillon (né en 1953), réalisateur de cinéma, scénariste – promotion 1972
- Arnaud Dumond (né en 1955), guitariste, compositeur
- Camille Chamoux (née en 1977), humoriste - jusqu'à la seconde[65]

#### Écrivains et universitaires
- François Balsan (1902-1972), écrivain, industriel, explorateur
- Philippe Ariès (1914-1984), journaliste, essayiste, historien, universitaire
- Robert Rius (1914-1944), écrivain, poète, résistant mort pour la France
- Jean Irigoin (1920-2006), helléniste et philologue
- François de Negroni (né en 1945), écrivain, sociologue
- Bruno Tellenne, dit Basile de Koch (né en 1951), écrivain, chroniqueur – promotion 1968
- Christian Combaz (né en 1954), écrivain, journaliste
- François Sureau (né en 1957), avocat et écrivain, membre de l'Académie française – promotion 1974
- Régis Bégué (né en 1970), écrivain et associé-gérant de Zadig Asset Management - promotion 1988
- Édouard Tétreau (né en 1970), essayiste, promotion 1988
- Laurent Decaux (né en 1981), écrivain
- Aliette de Bodard (née en 1982), écrivaine
- Louis-Henri de La Rochefoucauld (né en 1985), écrivain – promotion 2003

#### Religieux
- François Laborde (1927-2020), missionnaire de l'institut du Prado en Inde
- Charles Vandame (né en 1928), archevêque de N'Djamena – promotion 1946
- Guy Thomazeau (né en 1937), archevêque métropolitain de Montpellier – promotion 1955
- Thibault Verny (né en 1965), archevêque de Chambéry – promotion 1984

#### Militaires
- Honoré d'Estienne d'Orves (1901-1941), officier de marine, résistant mort pour la France, compagnon de la Libération – promotion 1918
- Jacques Massu (1908-2002), officier général, compagnon de la Libération
- Joseph de Ferrières de Sauvebœuf (1918-1944), officier de la Légion étrangère, résistant mort pour la France, compagnon de la Libération
- François Morin, dit François Forestier (1910-1980), résistant, premier chef d’état-major de l’Armée secrète

#### Journalistes
- Jean-Louis Servan-Schreiber (1937-2020), entrepreneur, journaliste, fondateur de L'Expansion – promotion 1954
- Jean-Baptiste Giraud (né en 1972), fondateur et directeur de la rédaction d'Économie matin, chroniqueur – promotion 1990
- Léa Salamé (née en 1979), journaliste de radio et de télévision

## Abus sexuels
En 2016, un ancien élève, Jean-Pierre Martin-Vallasse, scolarisé dans l'établissement jésuite au cours des années 1950 et 1960, déclare publiquement avoir été victime à l'âge de huit ans des agissements pédophiles du prêtre Gilbert Lamande lors d'une colonie de vacances organisée par le lycée. À partir de 2010, il recueille plusieurs témoignages édifiants et réclame une enquête au père Jean-Yves Grenet, responsable des Jésuites de France, obtenant une fin de non-recevoir.
Jean-Pierre Martin-Vallasse rapporte : « Le Provincial a répondu : “J'estime que quarante ans après ces faits, ces enfants doivent avoir trouvé un équilibre de vie satisfaisant, qu'il n'y a pas lieu de les perturber. De plus, ce prêtre étant mort, il n'y a aucun intérêt à faire une enquête”. »
En 2014, il sollicite le Vatican et obtient la création d'un « groupe d'accueil et de veille pour les situations d'abus sur les personnes ». Dans le contexte de l'affaire Barbarin, la décision de Jean-Yves Grenet évolue en se déclarant plus apte à l'écoute mais il n'engage pas d'enquête interne.